# Tytus Woyciechowski

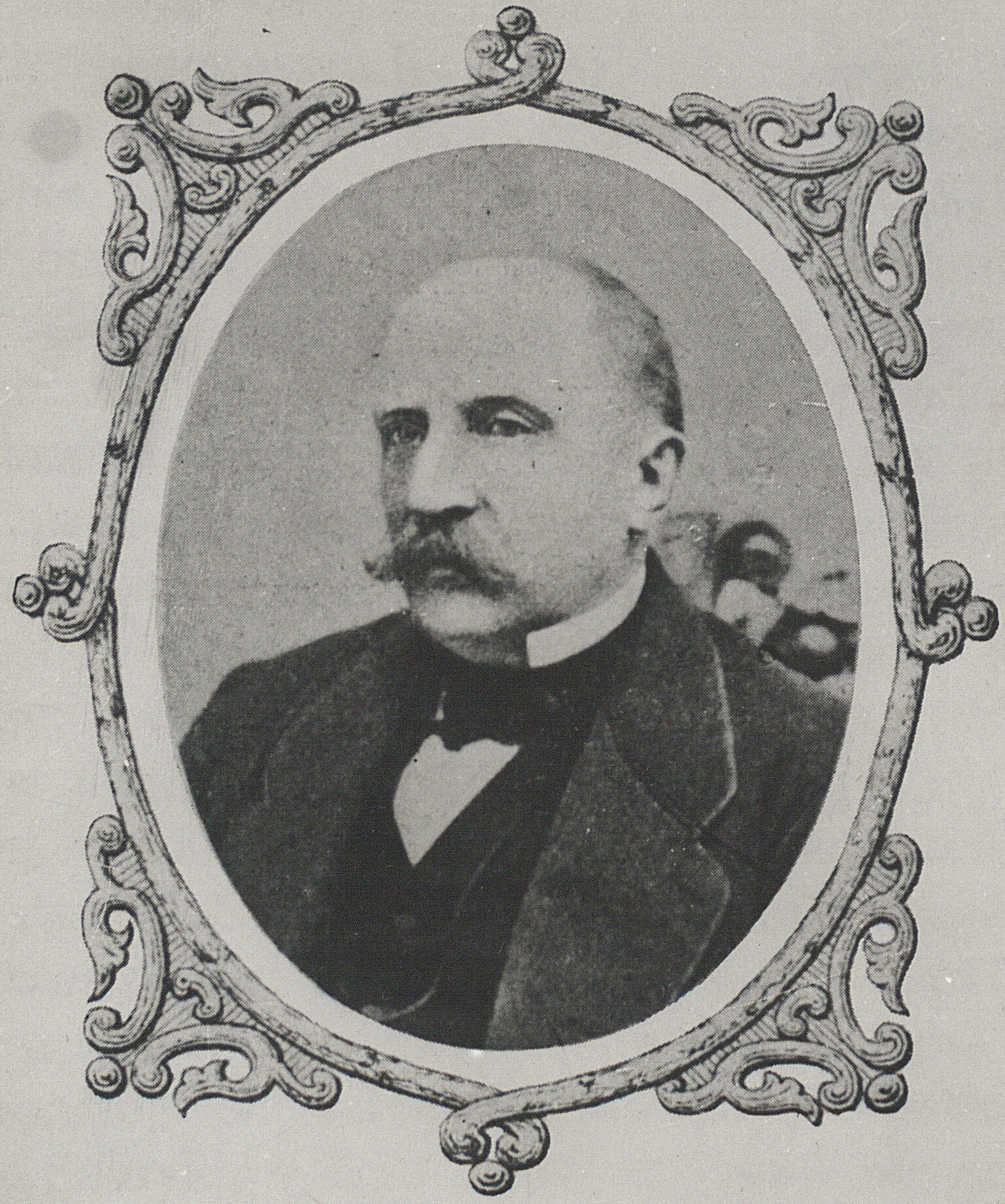
Tytus Woyciechowski, um 1875

Tytus Sylwester Woyciechowski (* 31. Dezember 1808 in Lemberg, Galizien, Kaisertum Österreich; † 23. März 1879 in Poturzyn, Weichselland, Russisches Kaiserreich) war ein polnischer politischer Aktivist, Landwirt und Kunstmäzen. Er war einer der engsten Freunde Frédéric Chopins.

## Lebenslauf

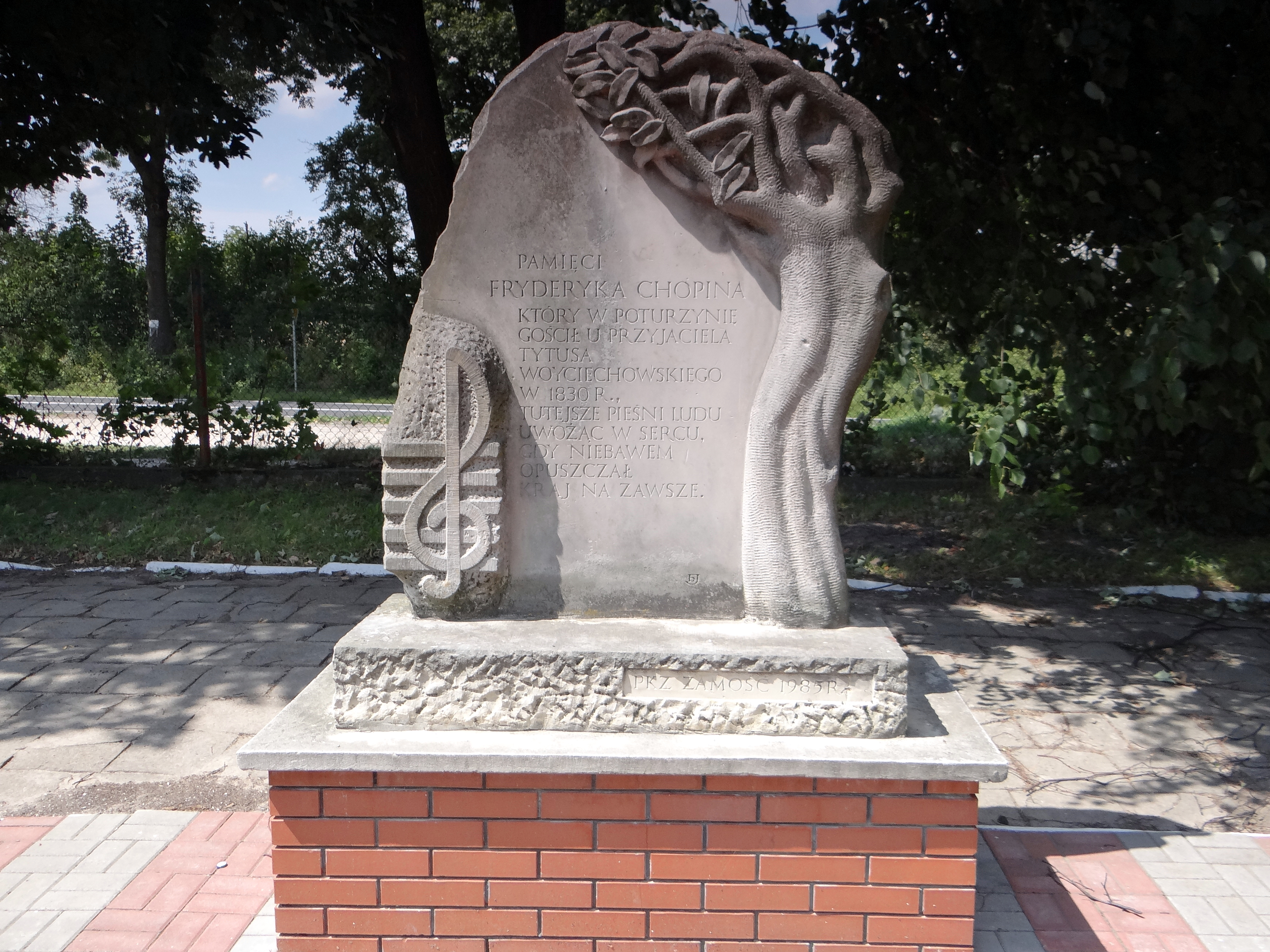
Denkmal zur Erinnerung an den Besuch Chopins auf Woyciechowskis Landgut in Poturzyn 1830

In seiner Jugend war Woyciechowski ein Schul- bzw. Studienkollege Chopins am Warschauer Lyceum, darüber hinaus häufiger Gast der Familie Chopin. Er hatte wie Chopin bei Vojtěch Živný Klavierunterricht. Tytus studierte dann allerdings Jura an der Universität Warschau. Chopin sprach ihn in seinen Briefen oft mit „Mein liebstes Leben“ an, schrieb ihm leidenschaftliche und zum Teil auch erotische Liebeserklärungen:

„Wie immer, so auch jetzt, trage ich deine Briefe bei mir. Wie glücklich werde ich sein, wenn ich im Mai ausserhalb der Stadtmauern wandle und an meine bevorstehende Reise denke, deinen Brief hervorzuziehen und mich zu vergewissern, dass du mich liebst, – oder zumindest auf die Handschrift dessen zu schauen, den ich nur lieben kann.“

„Ich gehe mich waschen. Küsse mich jetzt nicht, denn ich habe mich noch nicht gewaschen. Du? Auch wenn ich mich mit byzantinischen Ölen einreiben würde, würdest Du mich nicht küssen, es sei denn, ich würde Dich auf magnetische Art dazu zwingen. Es gibt irgendeine Kraft in der Natur. Heute wirst Du davon träumen, dass Du mich küsst!“

Der amerikanisch-polnische Historiker Adam Zamoyski widerspricht jedoch in seiner Chopin-Biografie, dass es ein romantisches Verhältnis zwischen Woyciechowski und Chopin gegeben habe: „[…] solche Formulierungen waren – und sind [es] bis zu einem gewissen Grad auch heute noch – im Polnischen durchaus üblich, es sind simple Floskeln ohne konkrete Bedeutung. Auch die Spuren kindischer Erotik in den Briefen sind, für sich genommen, kaum von Belang. Geprägt durch die romantische Bewegung in der Kunst und Literatur, begünstigte der Geist jener Jahre extreme Gefühlsäußerungen und verherrlichte transzendente Freundschaft.“
Chopin widmete Woyciechowski eines seiner Frühwerke, die Variationen op. 2 über das Duett Là ci darem la mano aus Mozarts Oper Don Giovanni, wofür dieser sich handschriftlich auf der Titelseite des Autografs mit „J’accepte avec plaisir“ („Ich akzeptiere mit Vergnügen“) bedankte. Außerdem komponierte er für ihn den Walzer Des-Dur op. 70,3. Im Sommer 1830 besuchte Chopin Woyciechowski für zwei Wochen auf dessen Anwesen in Poturzyn, das dieser von seiner Mutter geerbt hatte.

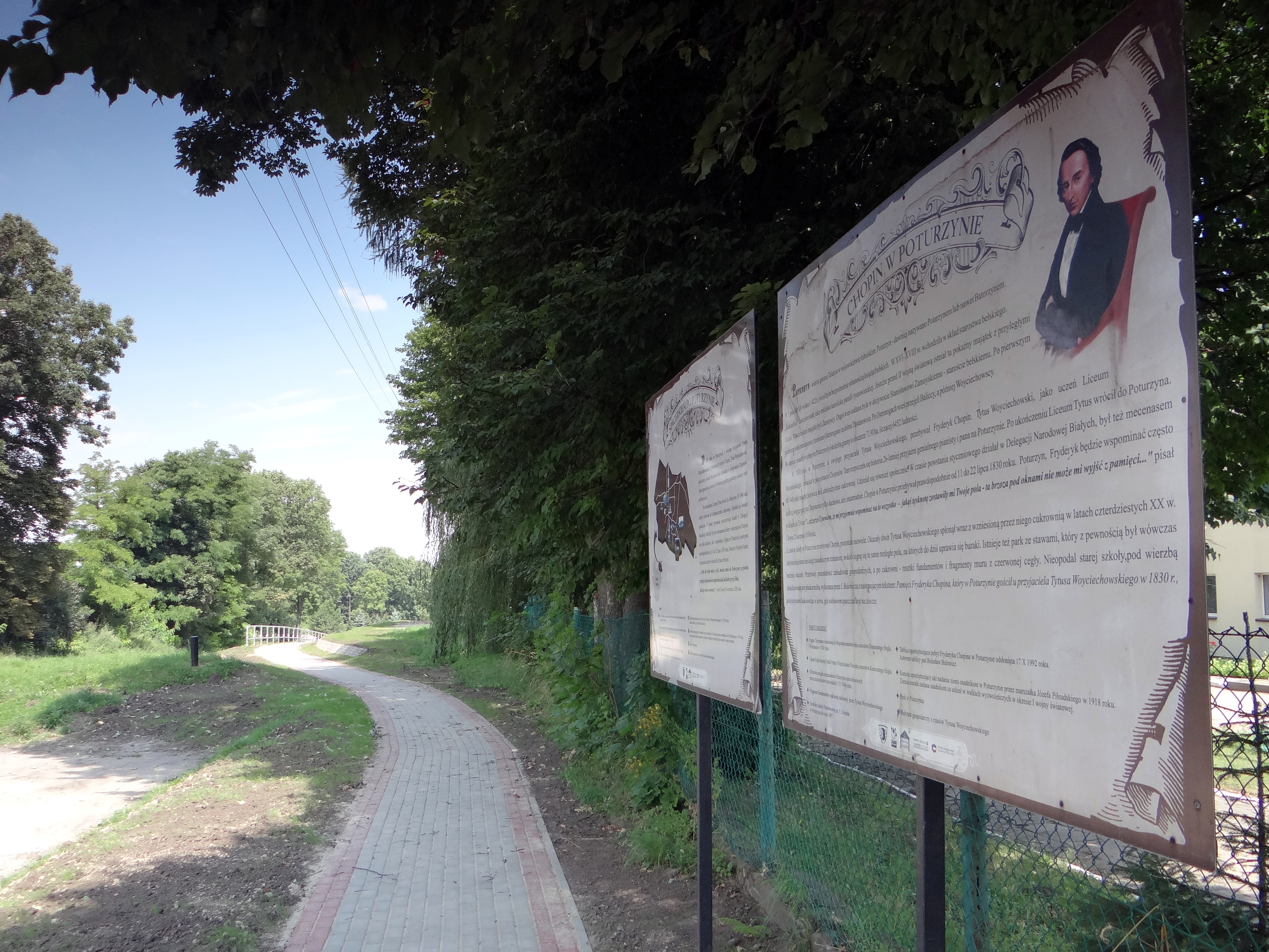
Gedenktafel in Poturzyn. Chopin besuchte Woyciechowski dort auf dessen Hof.

„Ich will Dir ehrlich sagen, dass ich mit Freuden an das alles zurückdenke – Deine Felder haben eine gewisse Sehnsucht in mir hinterlassen, – die Birke vor den Fenstern will mir nicht aus dem Sinn. Jene Arbaletta [Armbrust]! – Wie romantisch! Ich erinnere mich an die Arbaletta, deretwegen Du mich so geplagt hast, – für alle meine Sünden.“

Woyciechowski begleitete Chopin während seiner Reise nach Österreich 1830, bis er vom Novemberaufstand erfuhr und nach Warschau zurückkehrte, um an den Kämpfen teilzunehmen. Obwohl Chopin und Woyciechowski einander nach 1830 nie mehr persönlich begegneten, setzten sie ihre Korrespondenz fort.
Woyciechowski widmete sich fortan primär der Landwirtschaft. Er gilt als einer der Vorreiter bei der Einführung von Fruchtfolge oder Felderwirtschaft in Polen. 1847 gründete er eine der ersten Zuckerfabriken des Landes. Von 1861 bis 1862 war er aktives Mitglied der Weißen Partei, die an dem gescheiterten Aufstand vom Januar 1863 beteiligt war.
Woyciechowski starb 70-jährig auf seinem Landsitz. Seine Sammlung von Memorabilia an Chopin wurde durch einen Brand im Jahre 1914 vernichtet. Dazu gehörten ein Klavier der Firma Buchholtz, auf dem Chopin gespielt und komponiert hatte, Kopien seiner Kompositionen (Klaviervariationen zu vier Händen, geschrieben auf 17 Seiten und mit einer Fuge endend, sowie ein Kontretanz), Chopins Briefe an Tytus Woyciechowski und ein Stift in Form einer Säule, mit Kopf und Sockel aus Gold und einem Schaft aus farbigem Mosaik. Der mit den Initialen von T. W. verzierte Sockel diente gleichzeitig als Siegel. Eine Karte mit der Widmung Chopins befand sich in einem besonderen Etui.
Das Herrenhaus der Familie zu Poturzyn wurde während des Zweiten Weltkrieges zerstört.